# Washington Bartlett
Pour les articles homonymes, voir Bartlett.
Washington Bartlett, né le 29 février 1824 à Savannah (Géorgie) et mort le 12 septembre 1887 à Oakland (Californie), est un homme politique américain membre du Parti démocrate, qui est notamment maire de San Francisco entre 1883 et 1887 et gouverneur de Californie de janvier 1887 à sa mort. Il est à ce jour le seul gouverneur de Californie juif.